# Yên Xuân, Nghệ An
Yên Xuân là một xã thuộc tỉnh Nghệ An, Việt Nam. Xã được hình thành trên cơ sở sáp nhập các xã Cao Sơn, Khai Sơn, Lĩnh Sơn và Long Sơn của huyện Anh Sơn trong đợt Sáp nhập tỉnh thành Việt Nam 2025.

## Địa lý
Xã Yên Xuân có vị trí địa lý:
- Phía Đông giáp xã Đô Lương;
- Phía Nam giáp xã Cát Ngạn và xã Hạnh Lâm;
- Phía Tây giáp xã Anh Sơn;
- Phía Bắc giáp xã Anh Sơn Đông và xã Bạch Ngọc.

Xã Yên Xuân có diện tích tự nhiên 90,41 km².

## Hành chính và tên gọi
Xã Yên Xuân được thành lập theo Nghị quyết số 1678/NQ-UBTVQH15 của Ủy ban Thường vụ Quốc hội Việt Nam, ban hành ngày 16 tháng 6 năm 2025. Theo đó, sắp xếp toàn bộ diện tích tự nhiên, quy mô dân số của các xã Cao Sơn, Khai Sơn, Lĩnh Sơn và Long Sơn thuộc huyện Anh Sơn trước đây thành một xã mới có tên gọi là xã Yên Xuân.
Trước đó, theo Đề án sắp xếp đơn vị hành chính cấp xã tỉnh Nghệ An, xã này là xã Anh Sơn 2.
Sau sắp xếp xã có diện tích tự nhiên: 90,41 km², quy mô dân số: 27.707 người.